# Buroz (khu tự quản)
Buroz là một khu tự quản thuộc bang Miranda, Venezuela. Thủ phủ của khu tự quản Buroz đóng tại Mamporal. Khự tự quản Buroz có diện tích 198 km2, dân số theo điều tra dân số ngày 21 tháng 10 năm 2001 là 20009 người.